# Josefa Gumucio y Grinda
Josefa Gumucio y Grinda   (Granada) va ser una pintora espanyola del segle xix, activa entre 1848 i 1856. Natural de Granada, entorn 1856 residia a Madrid, al carrer dels Dos Amigos, 10. Va ser deixebla de Francisco Mendoza. Participà en una exposició el 1848, tot i que destaca per ser una de les quatre dones que van participar en la primera Exposició Nacional de Belles Arts el 1856, juntament amb Matilde Álvarez, Clara Chavany i Luisa Rodríguez de Toro. Hi va presentar l'obra Aparició de la Verge a Jaume I d'Aragó. Motiu de la institució de l'Orde de la Mercè i redempció de captius, de la qual es desconeix la seva ubicació.